# Бирнбаум, Эрнст Карлович
Эрнст Ка́рлович Би́рнбаум (1894 — 1965) — советский военачальник и воздухоплаватель, пилот стратостата «СССР-1», полковник (09.02.1944).

## Биография
Родился 31 октября 1894 года, ныне посёлок Ракке, уезд Ляэне-Вирумаа, Эстония.
В Первую мировую войну, в мае 1915 года, был мобилизован на службу в Русскую императорскую армию и направлен в Свеаборгскую крепостную воздухоплавательную роту (г. Гельсингфорс), где был станционным писарем. В октябре 1917 года избран помощником начальника станции этой воздухоплавательной роты. С февраля по ноябрь 1918 года находился по болезни на лечении в госпитале.
В ноябре 1918 года вступил в РККА и был направлен на Южный фронт, где был назначен в 19-й воздухоплавательный отряд на должность письмоводителя, затем делопроизводителя. В составе этого отряда участвовал в боях с войсками генерала А. И. Деникина. С августа 1919 по сентябрь 1920 года — курсант Петроградских командных воздухоплавательных курсов. В период обучения участвовал в боях с войсками генерала Н. Н. Юденича под Петроградом. После окончания курсов был направлен слушателем в Высшую военную воздухоплавательную школу, где учился до мая 1923 года.
В мае 1923 года назначается в 4-й отдельный воздухоплавательный отряд МВО на должность артиллерийского наблюдателя и военного воздухоплавателя. В январе — ноябре 1925 года вновь на учёбе в Высшей военной воздухоплавательной школе на курсах дирижаблистов. После их окончания оставлен служить в школе в должности старшего инструктора. В августе 1926 года переведён в Москву в воздухоплавательный отряд Военно-воздушной академии РККА им. профессора Н. Е. Жуковского на должность инструктора-воздухоплавателя. В октябре 1926 года назначен воздухоплавателем в 4-й отдельный воздухоплавательный отряд аэростатов заграждения МВО. В период с марта 1927 по август 1928 года находился под следствием органов ОГПУ, затем был восстановлен в кадрах РККА и вернулся в полк на прежнюю должность. Позже был начальником школы младшего начсостава, помощником командира отряда. С октября 1930 года — помощник командира по материально-техническому обеспечению 4-го отдельного воздухоплавательного дивизиона МВО. В сентябре 1932 года назначается помощником начальника сектора Управления ВВС РККА.
С апреля 1934 года Бирнбаум работает в Дирижаблестрое Аэрофлота СССР, командуя эскадрой дирижаблей.
Организатор и участник полёта первого стратостата СССР, пилотировал (совместно с Г. А. Прокофьевым и К. Д. Годуновым) стратостат «СССР-1», достигший рекордной высоты 18 501 м (30 сентября 1933), за что 13 ноября 1933 года был награждён орденом Ленина. В 1934 году Алексей Гарри и Лев Кассиль написали об этом полете книгу «Потолок мира» Архивная копия от 17 ноября 2019 на Wayback Machine. Данный мировой рекорд не был превзойдён в течение 25-ти лет.
В августе 1936 года назначен командиром 10-го отдельного дивизиона аэростатов заграждения МВО. С августа 1938 по ноябрь 1940 года находился в запасе. С октября 1938 года работал в Наркоматах химической промышленности и автомобильного транспорта. В ноябре 1940 года капитан Бирнбаум был восстановлен в кадрах РККА и назначен помощником командира по строевой части 1-го полка аэростатов заграждения МВО. С мая 1941 года — командир 9-го полка аэростатов заграждения МВО.
С началом Великой Отечественной войны майор Бирнбаум в прежней должности. Полк выполнял задачи по обороне Москвы, с декабря 1941 года входил в состав Московского корпусного района ПВО, а с апреля 1942 года — Московского фронта ПВО. За время его командования полком было сбито 4 самолёта противника. В октябре 1943 года подполковник Бирнбаум был назначен командиром 2-й дивизии аэростатов заграждения в составе Особой Московской армии ПВО и оставался в этой должности до конца войны. По боевой готовности дивизия в 1943—1944 гг. занимала 1-е место среди частей аэростатов заграждения армии.
После войны полковник Бирнбаум продолжал командовать дивизией. С ноября 1945 года исполнял должность командира 1-го полка аэростатов заграждения в составе 5-го особого корпуса ПВО войск Центрального округа ПВО. В августе 1946 года полковник Бирнбаум уволен в отставку.
Умер в 1965 году, похоронен на 10-м участке Троекуровского кладбища в Москве.

## Награды
- Награждён двумя орденами Ленина (1933[1], 1945[4]), орденами Красного Знамени (1944[4]) и Красной Звезды (1942[5][6]), а также медалями, знак ОСАВИАХИМ (номер 16).

## Память
- 10 июня 1972 года был открыт мемориальный камень на месте рождения Эрнста Бирнбаума в Ракке[2].